# 메리씨의 전화
메리씨의 전화(일본어: メリーさんの電話)는 일본에 있는 도시 괴담으로 그 시작이 어딘지는 알 수 없으나 일본에서 전화기가 상용화된 시기가 대체적으로 60~80년대이므로 그 때 만들어진 괴담으로 추정된다.

## 이야기 내용
소녀가 이사를 하면서 오래된 외제 인형 메리를 버리고 간다. 그런데 그날 밤 전화가 걸려온다.
```
"나는 메리야. 지금 
쓰레기통
에 있어..."
```

전화를 끊어도 바로 다시 걸려온다.
```
"나 메리야. 지금 
담배가게
 구석에 있어..."
```

그리고 시간이 지나, 갑자기 전화가 걸리고,
```
"나 메리야. 지금 너의 
집 앞
에있어..."
```

전화를 들은 소녀는 과감히 현관문을 열었지만 아무도 없었다. 역시 누군가의 장난이라고 생각했지만, 그 직후 또 다시 전화가...
```
"
나 지금 너 뒤에 있어...
"
```

## 파생된 이야기
그 후 어떻게 되었는지를 말하지 않고, 너 뒤에 있어라는 뉘앙스로 여운의 공포를 연출하는 개방적 결말이 기본형이며, 아래 있는 이야기는 파생된 여러 버전의 이야기들이다.
- 돌아보면 살해당한다.
- 소녀가 칼에 찔린다. 소녀는 사망하거나 혹은 부상당하는 등 다양한 엔딩이 존재한다.
- 아파트가 무대인 경우 전화를 받을 때마다 자신이 사는 층에 다가온다.
- 뺑소니를 한 택시 운전사에게 피해여성에게서 전화가 걸리는 버전. 이름은 메리(メアリー), 메리(メリー) 등 각종 일본인의 경우도 있다.
- 리카인형의 괴이한?괴기한?(편집) 기담과 복합된 패턴
- 위의 버전이 복합적으로 나타나는 것도 존재한다.
- 체인메일(체인메일은 일종의 스팸메일로 행운의 편지라는 이름하에 이 편지를 몇명의 타인에게도 보내야한다는 내용)에도 이용되어, 이 메일을 보내지 않으면 당신도 죽는다.라고 쓰여진 편지를 받는다는 내용이다. 그녀는 오사카부 기시와다시에 살고 있다.라고 하는 이야기도 있었다.

### 유머화된 결말
일반적으로 이 이야기는 일본에 보편적으로 알려진 괴담으로, 일본의 2ch같은 커뮤니티 사이트에서는 메리의 이야기를 이용해 유머스러운 결말을 만들기도 한다.
- 소녀는 전화를 개의치 않고 뒤에 있다고 해도 무시하고 나가 버려, 소녀의 뒤에 있던 메리가 관심을 받지 못해 운다.
- 무대가 초고층 빌딩인 경우 소녀는 147층에 살고 있다. 게다가 메리씨는 엘리베이터를 사용하지 않고 계단으로 올라오기 때문에 각층마다 걸어오는 전화목소리가 점점 숨이 벅차 집에 도착 전에는 메리는 탈진한다.
- 메리를 그대로 지나쳐 버린다. 몇 년 후에 러시아의 하바롭스크에 있다는 소식을 듣는다.
- 문을 열지 않아서, 메리가 울먹이며 열어줘요...라고 전화를 걸어온다.
- 휴대폰에 걸려올 때 기차문을 등지고 탑승하고 있었기 때문에 메리가 울먹이며 기차홈에서 뒤쫓다 넘어져 반드시 너한테~~!라고 울면서 외치고 로맨스영화같이 마지막으로 끝난다.
- 휴대폰에 전화가 걸려왔을 때 벽에 기대고 걸려앉아 있었기 때문에 벽에 갇혀 묻혀버려(메리는 뒤에서 나오기 때문에) 제발... 나오게 해주세요...라는 말을 하거나, 부숴져 소멸한다.일본어 위키백과 メリーさんの電話

### 변형된 농담
- 휴대폰에서 발신자를 알 수 없는 전화가 걸려와 당신 알고있어? 나 메리에요.라는 메시지가 나온다는 파생된 이야기가 있다. 이 이야기는 에이즈 메리와 연관되기도 한다.

## 메리씨를 바탕으로한 창작물
그 외 다양한 괴담과 바탕으로 한 작품이 많다.

### TV 애니메이션
일본 만화영화 크레용 신짱(한국명:짱구는 못말려)에서는 공포의 프랑스 인형이라는 이름으로 방영된 적이 있다. 이외에도 짱구는 못말려에서는 이와 비슷한 여러 에피소드를 만들어냈다.
그밖에 학교괴담에서는 메리씨의 전화관련으로 에피소드가 나온적이 있는데 주인공(사츠키)의 동생이 버리라고 했다는 말 한마디에 원한을 가져 몇 번이나 전화를 걸어 위해를 가한다. 그래서 인형사에 맡겨지지만, 인형사에 맡겨지고 있던 인형들에게 영혼을 불어넣어 인형들이 주인공을 덮친다. 하지만 자신의 더러운 얼굴을 닦아내 준 것을 생각해 내, 그 손수건을 교환한 뒤 주인공에게는 실제 위해를 주지 않고 떠나 갔다.
이후 팝 팀 에픽에서도 나오는데. 메리가 주인공인 팝코에게 접근을 시도하는데, 자기 자신의 집 앞이라는 것을 알리자 팝코의 깡패 성향이 발동하고 잡 앞에서 위협적인 야구 방망이를 들은 팝코를 보고 지하철역으로 도망치는데, 이후 메리가 전화를 걸어 자신이 지하철역에 있음을 알림. 팝코가 어딜 도망가냐는 말을 한다.
그리고 또 지박소년 하나코군이라는 애니메이션 12화(마지막화)에서 다음을 알리는 부분에 늑대 인간,프랑켄슈타인 등과 같이 등장한 적도 있다.

## 같이 보기
- 에이즈 매리